# Moszczanica (obwód rówieński)
Moszczanica (ukr. Мощаниця) – wieś na Ukrainie, w rejonie rówieńskim, w obwodzie rówieńskim.
Do 2020 roku w rejonie ostrogskim.
Wieś leży na dwóch wzgórzach, na jednym z nich zachowało się 5 mogił, które zgodnie z legendą kryją ciała poległych w bitwie jaką stoczył Konstanty Ostrogski z Tatarami w 1508 roku.
Do 1622 roku należała do dóbr Chodkiewiczów.
We wsi znajdowały się:
- Pałac w Moszczanicy wybudowany w połowie XIX w. przez księcia Władysława Jabłonowskiego,
- wał ziemny czworoboczny, który służył do obrony wsi, w całości zachował się do końca XIX w.
- drugi wał, po starym grodzisku[2],  w środku wsi i bronił od zachodu
- niedaleko wsi kolonia czeska (o tej samej nazwie) z piwiarnią.

W okresie międzywojennym w miejscowości stacjonowała strażnica KOP „Moszczanica”.